# Before You Leave
Before you leave is het vierde album van de Nederlandse band Racoon. De cd bevat twaalf nummers en werd officieel op 3 maart 2008 uitgebracht. Op dat moment waren er, in de voorverkoop, al meer dan 30.000 exemplaren van verkocht, zodat de plaat meteen de gouden status kreeg.
De muziek ligt in het verlengde van voorganger Another Day, al gaat de band nog een stap verder in het terugbrengen van haar muziek tot de essentie: akoestische, melodieuze popsongs, ontdaan van alle franje maar bezield gebracht. Als eerste single verscheen in februari 2008 Lucky All My Life, in mei 2008 gevolgd door Clean Again.

## Tracks
1. Good & Ugly
2. Mrs. Angel
3. Before You Leave
4. Nothing Between Us
5. Clean Again
6. Bedroom Floors
7. Lucky All My Life
8. Start A War
9. Never Alone
10. Run Out
11. My Town
12. Thinking Of You

## Hitnotering
| "Before you leave" in de Nederlandse Album Top 100 - binnen: 08-03-2008 | "Before you leave" in de Nederlandse Album Top 100 - binnen: 08-03-2008 | "Before you leave" in de Nederlandse Album Top 100 - binnen: 08-03-2008 | "Before you leave" in de Nederlandse Album Top 100 - binnen: 08-03-2008 | "Before you leave" in de Nederlandse Album Top 100 - binnen: 08-03-2008 | "Before you leave" in de Nederlandse Album Top 100 - binnen: 08-03-2008 | "Before you leave" in de Nederlandse Album Top 100 - binnen: 08-03-2008 | "Before you leave" in de Nederlandse Album Top 100 - binnen: 08-03-2008 | "Before you leave" in de Nederlandse Album Top 100 - binnen: 08-03-2008 | "Before you leave" in de Nederlandse Album Top 100 - binnen: 08-03-2008 | "Before you leave" in de Nederlandse Album Top 100 - binnen: 08-03-2008 | "Before you leave" in de Nederlandse Album Top 100 - binnen: 08-03-2008 | "Before you leave" in de Nederlandse Album Top 100 - binnen: 08-03-2008 | "Before you leave" in de Nederlandse Album Top 100 - binnen: 08-03-2008 | "Before you leave" in de Nederlandse Album Top 100 - binnen: 08-03-2008 | "Before you leave" in de Nederlandse Album Top 100 - binnen: 08-03-2008 | "Before you leave" in de Nederlandse Album Top 100 - binnen: 08-03-2008 | "Before you leave" in de Nederlandse Album Top 100 - binnen: 08-03-2008 | "Before you leave" in de Nederlandse Album Top 100 - binnen: 08-03-2008 | "Before you leave" in de Nederlandse Album Top 100 - binnen: 08-03-2008 | "Before you leave" in de Nederlandse Album Top 100 - binnen: 08-03-2008 | "Before you leave" in de Nederlandse Album Top 100 - binnen: 08-03-2008 | "Before you leave" in de Nederlandse Album Top 100 - binnen: 08-03-2008 | "Before you leave" in de Nederlandse Album Top 100 - binnen: 08-03-2008 | "Before you leave" in de Nederlandse Album Top 100 - binnen: 08-03-2008 | "Before you leave" in de Nederlandse Album Top 100 - binnen: 08-03-2008 | "Before you leave" in de Nederlandse Album Top 100 - binnen: 08-03-2008 | "Before you leave" in de Nederlandse Album Top 100 - binnen: 08-03-2008 | "Before you leave" in de Nederlandse Album Top 100 - binnen: 08-03-2008 | "Before you leave" in de Nederlandse Album Top 100 - binnen: 08-03-2008 | "Before you leave" in de Nederlandse Album Top 100 - binnen: 08-03-2008 |
| Week                                                                    | 01                                                                      | 02                                                                      | 03                                                                      | 04                                                                      | 05                                                                      | 06                                                                      | 07                                                                      | 08                                                                      | 09                                                                      | 10                                                                      | 11                                                                      | 12                                                                      | 13                                                                      | 14                                                                      | 15                                                                      | 16                                                                      | 17                                                                      | 18                                                                      | 19                                                                      | 20                                                                      | 21                                                                      | 22                                                                      | 23                                                                      | 24                                                                      | 25                                                                      | 26                                                                      | 27                                                                      | 28                                                                      | 29                                                                      | 30                                                                      |
| ----------------------------------------------------------------------- | ----------------------------------------------------------------------- | ----------------------------------------------------------------------- | ----------------------------------------------------------------------- | ----------------------------------------------------------------------- | ----------------------------------------------------------------------- | ----------------------------------------------------------------------- | ----------------------------------------------------------------------- | ----------------------------------------------------------------------- | ----------------------------------------------------------------------- | ----------------------------------------------------------------------- | ----------------------------------------------------------------------- | ----------------------------------------------------------------------- | ----------------------------------------------------------------------- | ----------------------------------------------------------------------- | ----------------------------------------------------------------------- | ----------------------------------------------------------------------- | ----------------------------------------------------------------------- | ----------------------------------------------------------------------- | ----------------------------------------------------------------------- | ----------------------------------------------------------------------- | ----------------------------------------------------------------------- | ----------------------------------------------------------------------- | ----------------------------------------------------------------------- | ----------------------------------------------------------------------- | ----------------------------------------------------------------------- | ----------------------------------------------------------------------- | ----------------------------------------------------------------------- | ----------------------------------------------------------------------- | ----------------------------------------------------------------------- | ----------------------------------------------------------------------- |
| Nummer                                                                  | 2                                                                       | 2                                                                       | 5                                                                       | 6                                                                       | 11                                                                      | 18                                                                      | 20                                                                      | 22                                                                      | 26                                                                      | 27                                                                      | 27                                                                      | 27                                                                      | 20                                                                      | 19                                                                      | 18                                                                      | 19                                                                      | 22                                                                      | 28                                                                      | 28                                                                      | 32                                                                      | 38                                                                      | 34                                                                      | 48                                                                      | 47                                                                      | 52                                                                      | 67                                                                      | 75                                                                      | 64                                                                      | 50                                                                      | 59                                                                      |
| Week                                                                    | 31                                                                      | 32                                                                      |                                                                         | 33                                                                      | 34                                                                      |                                                                         | 35                                                                      |                                                                         | 36                                                                      | 37                                                                      | 38                                                                      | 39                                                                      | 40                                                                      | 41                                                                      | 42                                                                      | 43                                                                      | 44                                                                      | 45                                                                      |                                                                         | 46                                                                      |                                                                         | 47                                                                      | 48                                                                      | 49                                                                      | 50                                                                      | 51                                                                      |                                                                         | 52                                                                      |                                                                         |                                                                         |
| Nummer                                                                  | 85                                                                      | 88                                                                      | uit                                                                     | 87                                                                      | 87                                                                      | uit                                                                     | 92                                                                      | uit                                                                     | 85                                                                      | 81                                                                      | 73                                                                      | 54                                                                      | 54                                                                      | 82                                                                      | 91                                                                      | 75                                                                      | 89                                                                      | 100                                                                     | uit                                                                     | 99                                                                      | uit                                                                     | 94                                                                      | 95                                                                      | 88                                                                      | 98                                                                      | 84                                                                      | uit                                                                     | 98                                                                      | uit                                                                     |                                                                         |